# Andrej Lazarov
Andrej Lazarov (makedonski: Андреј Лазаров; Kočani, 8. rujna 1999. – Kočani, 16. ožujka 2025.) bio je sjevernomakedonski nogometaš koji je igrao na poziciji veznog. 
Poginuo je u požaru u Kočanima 16. ožujka 2025.

## Vanjske poveznice
- Profil, Transfermarkt